# Liste des évêques de Rodez
Ceci est une liste des évêques ayant dirigé l'évêché de Rodez.

## Moyen Âge

### Époque mérovingienne
- Amans (IVe siècle), premier évêque de Rodez selon la tradition.
- Quintien (...-†524/5), évêque av. 506, 10 septembre 515
- Dalmas, évêque de 524/525 à †580
- Théodose (...-† 583/4), évêque 580 - 583/4
- Innocent 584-590, Comte de Gévaudan
- Dieudonné (...599...)
- Verus (...610/2-637...)

### Époque carolingienne
- Yrieix (Aregius) (...785...)
- Dadon (v.800)
- Farald (?-838)
- Ramnolen (...848-862...)
- Acmar (...876-912...)
- Deusdedit I (...918-936...)
- Manganfred I (...937-942...)

### Époque capétienne
- Deusdedit II (961-995...)
- Maganfred II (...1006...)
- Arnaud (...1013-1031...)
- Gerauld v.1040-1050
- Pierre de Narbonne ...1053-1079,
- Pons Étienne 1080-1095
- Raimond Frotard 1095-1096...
- Adémar ...1099-1144
- Guilhem 1144-1145
- Pierre II 1146-1165
- Hugues de Rodez, 1166-1211, fils du comte Hugues Ier de Rodez et frère du comte Hugues II de Rodez
- Pierre-Henry de La Treille 1211-1234
- B...de Beziers 1234-1245 (élu, non sacré)
- A...1245
- Brenguier Centols 12 mars 1246-1247 (élu)
- Vézian (ou Vivian, ou Vivien), OFM, 1247-1274
- Raimond de Calmont d'Olt 1274-1297
- Bernard de Monastier 1298-1300
- Gaston de Cornet 1300-1301
- Pierre de Pleine-Chassagne (Pleinecassagne) 1301-1318, Patriarche latin de Jérusalem
- Pierre de Castelnau-Bretenoux 1319-1334
- Bernard d'Albi 1336-1338, cardinal
- Gilbert de Cantobre (ou Cantabrion) 1339-1348
- André 1348
- Raimond d'Aigrefeuille 1349-1361
- Faydit d'Aigrefeuille 1361(1365)-1368
- Bertrand de Cardaillac 1368
- Jean de Cardaillac 1371-1378
- Bertrand de Raffin 1379-1385
- Henri de Sévery 1385-1396
- Guillaume d’Ortolan 1397-1416
- Vitalis de Mauléon 1416-1429
- Guillaume de La Tour d'Oliergues 1429-1457
- Bertrand de Chalançon 1457-1494

## Époque moderne
| Nom                                                       | Portrait ou armoiries | Date de début     | Date de fin               | Notes |
| --------------------------------------------------------- | --------------------- | ----------------- | ------------------------- | --- |
| Bertrand de Polignac (vers 1452-1501)                     |                       | 1494              | 2 novembre 1501 (décès)   | N'est évêque effectif qu'à la mort de son oncle, l'évêque précédent, Bertrand de Chalançon, le 24 octobre 1501.                                                                  |
| Charles de Tournon (vers 1475-1504)                       |                       | décembre 1501     | septembre 1504 (décès)    | Opposant de François d'Estaing au siège épiscopal, il devient évêque grâce à l'appui du pape Alexandre VI.                                                                       |
| François d'Estaing (1462-1529)                            |                       | 19 octobre 1505   | 31 octobre 1529           | Nommé par Jules II recteur du Comtat Venaissin de 1505 à 1509. |
| Georges d'Armagnac (1501-1585)                            |                       | 19 janvier 1529   | 27 juin 1561              | Archevêque de Tours (1548-1551), archevêque de Toulouse (1562-1584), Archevêque d'Avignon (1577-1585). Fait cardinal en 1544.                                                    |
| Jacques de Corneillan (vers 1516-1582)                    | Inconnu               | 27 juin 1561      | 30 août 1582 (décès)      | Également évêque de Vabres à partir de 1548 jusqu'en 1561. Neveu du précédent.                                                                                                   |
| François de Corneillan (vers 1551-1614)                   | Inconnu               | 30 août 1582      | 13 septembre 1614 (décès) | Neveu du précédent. |
| Bernardin de Corneillan (vers 1577-1645)                  |                       | 13 septembre 1614 | 8 septembre 1645 (décès)  | Neveu du précédent, évêque titulaire de Nicopolis ad Iaterum (de) |
| François de Corneillan-Mondenard (vers 1594-1646)         | Inconnu               | 8 septembre 1645  | 1646 (décès)              | Cousin germain du précédent. |
| Charles de Noailles (1589-1648)                           |                       | 8 avril 1647      | 27 mars 1648 (décès)      | Était précédemment évêque de Saint Flour (1609-1647). |
| Hardouin de Péréfixe de Beaumont (1606-1671)              |                       | 18 avril 1649     | 24 mars 1664              | Archevêque de Paris (1664-1671). |
| Louis Abelly (1604-1691)                                  |                       | 9 juillet 1664    | 23 avril 1666             | Se retira en 1666 comme pensionnaire à Saint-Lazare (Paris) jusqu'à sa mort. |
| Gabriel de Voyer de Paulmy d'Argenson (vers 1611-1682)    |                       | 23 avril 1666     | 11 octobre 1682 (décès)   | |
| Paul-Louis-Philippe de Lezay de Lusignan (vers 1630-1716) |                       | 31 mai 1684       | 25 février 1716 (décès)   | Docteur en théologie pourvu en commende de l'abbaye Saint-Barthélemy de Noyon, député du deuxième ordre pour la province ecclésiastique de Sens à l'Assemblée du clergé de 1682. |
| Jean-Armand de La Voue de Tourouvre (vers 1674-1733)      |                       | 18 mai 1716       | 18 septembre 1733 (décès) | |
| Jean d'Yse de Saléon (1669-1751)                          | Inconnu               | 8 septembre 1735  | 26 novembre 1746          | Évêque d'Agen (1728-1735), Archevêque de Vienne (1746-1751). |
| Charles de Grimaldi d'Antibes (1705-1770)                 |                       | 11 septembre 1746 | 10 mars 1770 (décès)      | |
| Jérôme Champion de Cicé (1735-1810)                       |                       | 10 mars 1770      | 22 avril 1781             | Archevêque de Bordeaux (1781-1801), Archevêque d'Aix-en-Provence (1801-1810). |
| Seignelay Colbert de Castlehill (1736-1813)               |                       | 22 avril 1781     | 1791 (officiel)           | 15 juillet 1811 (honorifique) |
| Claude Debertier (1750-1831)                              | Inconnu               | 1791              | 1801                      | |

À la suite du refus du concordat par Colbert, le siège épiscopal de Rodez a été supprimé de 1801 à 1817 et rattaché à Cahors.

## Concordat
| Nom                                                         | Portrait | Armoiries                                                                              | Date de début    | Date de fin                                    | Notes                                   |
| ----------------------------------------------------------- | -------- | -------------------------------------------------------------------------------------- | ---------------- | ---------------------------------------------- | --------------------------------------- |
| Charles-André-Toussaint Bruno de Ramond-Lalande (1761-1830) |          | Écartelé : au 1 et 4 de gueules à la croix d'or, au 2 et 3 d'azur à la cloche d'argent | 9 septembre 1817 | 10 avril 1830                                  | Évêque de Sens (1830)                   |
| Pierre Giraud (1791-1850)                                   |          |                                                                                        | 30 novembre 1830 | 24 janvier 1842                                | Évêque de Cambrai (1842-1850)           |
| Jean-François Croizier (1787-1855)                          |          | sans_bord                                                                              | 25 juillet       | 2 avril 1855 (décès)                           |                                         |
| Louis-Auguste Delalle (1800-1871)                           |          |                                                                                        | 18 novembre 1855 | 6 juin 1871 (décès)                            | Chevalier de la légion d'honneur (1853) |
| Joseph-Christian-Ernest Bourret (1827-1896)                 |          | sans_bord                                                                              | 30 novembre 1871 | 27 mai 1875 (fusion avec le diocèse de Vabres) |                                         |

### Évêques de Rodez et de Vabres
Le 27 mai 1875, le diocèse de Vabres a été réuni à celui de Rodez.
| Nom                                       | Portrait | Armoiries | Date de début    | Date de fin             | Notes                              |
| ----------------------------------------- | -------- | --------- | ---------------- | ----------------------- | ---------------------------------- |
| Jean-Christian-Ernest Bourret (1827-1896) |          | sans_bord | 27 mai 1875      | 10 juillet 1896 (décès) | Fait cardinal en 1892.             |
| Jean-Augustin Germain (1839-1928)         |          | sans_bord | 10 août 1897     | 27 novembre 1899        | Archevêque de Toulouse (1899-1928) |
| Louis-Eugène Francqueville (1845-1905)    |          | sans_bord | 27 novembre 1899 | 9 décembre 1905 (décès) |                                    |

## XXesiècleetXXIesiècle
| Nom                                    | Portrait  | Armoiries                     | Date de début   | Date de fin            | Notes                                                                          |
| -------------------------------------- | --------- | ----------------------------- | --------------- | ---------------------- | ------------------------------------------------------------------------------ |
| Charles Dupont de Ligonnès (1845-1925) |           |                               | 21 février 1906 | 5 février 1925 (décès) |                                                                                |
| Charles Challiol (1872-1948)           |           |                               | 5 février 1925  | 11 mars 1948 (décès)   | Également évêque de Vabres à partir de 1925.                                   |
| Marcel-Marie Dubois (1896-1967)        |           | sans_bord                     | 8 juillet 1948  | 10 juin 1954           | Archevêque de Besançon de 1954 à 1966.                                         |
| Jean Ménard (1910-1973)                | Inconnues |                               | 1955            | 28 juin 1973 (décès)   | Évêque titulaire d'Alia (de) et auxiliaire de l'évêque de Chartres (1953-1955) |
| Roger Bourrat (1925-1991)              | Inconnues |                               | 1974            | 1er juin 1991          |                                                                                |
| Bellino Ghirard (1935-2013)            |           |                               | 1er juin 1991   | 2 avril 2011           |                                                                                |
| François Fonlupt (né en 1954)          |           | Armoiries de François Fonlupt | 2 avril 2011    | 11 juin 2021           | Archevêque d'Avignon à partir du 11 juin 2021                                  |
| Luc Meyer (né en 1968)                 | sans_bord |                               | 7 juillet 2022  |                        |                                                                                |

### Sources
- La Grande encyclopédie, vol. XXVIII, p. 798-799.
- Annuaire historique 1844, 1845, p. 105-107.
- Trésor de chronologie, 1889, 2300 p., p. 1474-1475.
- G. Jacquemet (dir.), Catholicisme d’hier à demain, Paris, 1948, article Rodez, p. 37-51.
- Frédéric de Gournay, Le Rouergue au tournant de l'An Mil, Toulouse, Méridiennes, 2004, 512 p. (ISBN 2-912025-16-8). (pour les évêques de Farald à Pierre II inclus)